# Grande Prêmio da Alemanha de 2014
O Grande Prêmio da Alemanha de 2014 (conhecido formalmente como Formula 1 Grosser Preiss Santander von Deutschland 2014) foi uma corrida realizada no Circuito de Hockenheimring em 20 de julho de 2014. Foi a 10ª corrida da Temporada de Fórmula 1 de 2014. A pole position foi feita por Nico Rosberg da Mercedes com o tempo de 1:16.540. O vencedor da corrida também foi Nico Rosberg da Mercedes, seguido por Valtteri Bottas da Williams e Lewis Hamilton da Mercedes. A melhor volta da prova foi de Lewis Hamilton com o tempo de 1:19:908.

## Pneus
| Nome do composto | Cor      | Cor | Banda de rolamento | Condições de condução         | Dry Type*    | Aderência      | Longevidade   |
| ---------------- | -------- | --- | ------------------ | ----------------------------- | ------------ | -------------- | ------------- |
| Super Macio      | Vermelho |     | Slick              | Seco                          | Option       | Mais aderência | Menos durável |
| Macio            | Amarelo  |     | Slick              | Seco                          | Prime/Option | Médio          | Médio         |
| Intermediário    | Verde    |     | Sulcos             | Molhado (água não estagnante) | x            | x              | x             |
| Chuva            | Azul     |     | Sulcos             | Molhado (água estagnante)     | x            | x              | x             |

## Resultados

### Treino Classificatório
| Pos.                     | Nu. | Piloto            | Construtor           | Q1       | Q2       | Q3       | Grid |
| ------------------------ | --- | ----------------- | -------------------- | -------- | -------- | -------- | ---- |
| 1                        | 6   | Nico Rosberg      | Mercedes             | 1:17.631 | 1:17.109 | 1:16.540 | 1    |
| 2                        | 77  | Valtteri Bottas   | Williams-Mercedes    | 1:18.215 | 1:17.353 | 1:16.759 | 2    |
| 3                        | 19  | Felipe Massa      | Williams-Mercedes    | 1:18.381 | 1:17.370 | 1:17.078 | 3    |
| 4                        | 20  | Kevin Magnussen   | McLaren-Mercedes     | 1:18.260 | 1:17.788 | 1:17.214 | 4    |
| 5                        | 3   | Daniel Ricciardo  | Red Bull-Renault     | 1:18.117 | 1:17.855 | 1:17.273 | 5    |
| 6                        | 1   | Sebastian Vettel  | Red Bull-Renault     | 1:18.194 | 1:17.646 | 1:17.577 | 6    |
| 7                        | 14  | Fernando Alonso   | Scuderia Ferrari     | 1:18.389 | 1:17.866 | 1:17.649 | 7    |
| 8                        | 26  | Daniil Kvyat      | Toro Rosso-Renault   | 1:18.530 | 1:18.103 | 1:17.965 | 8    |
| 9                        | 27  | Nico Hülkenberg   | Force India-Mercedes | 1:18.927 | 1:18.017 | 1:18.014 | 9    |
| 10                       | 11  | Sergio Pérez      | Force India-Mercedes | 1:18.916 | 1:18.161 | 1:18.035 | 10   |
| 11                       | 22  | Jenson Button     | McLaren-Mercedes     | 1:18.425 | 1:18.193 |          | 11   |
| 12                       | 7   | Kimi Räikkönen    | Ferrari              | 1:18.534 | 1:18.273 |          | 12   |
| 13                       | 25  | Jean-Éric Vergne  | Toro Rosso-Renault   | 1:18.496 | 1:18.285 |          | 13   |
| 14                       | 21  | Esteban Gutiérrez | Sauber-Ferrari       | 1:18.739 | 1:18.787 |          | 171  |
| 15                       | 8   | Romain Grosjean   | Lotus-Renault        | 1:18.894 | 1:18.983 |          | 14   |
| 16                       | 44  | Lewis Hamilton    | Mercedes             | 1:18.683 | No Time  |          | 202  |
| 17                       | 99  | Adrian Sutil      | Sauber-Ferrari       | 1:19.142 |          |          | 15   |
| 18                       | 17  | Jules Bianchi     | Marussia-Ferrari     | 1:19.676 |          |          | 16   |
| 19                       | 13  | Pastor Maldonado  | Lotus-Renault        | 1:20.195 |          |          | 18   |
| 20                       | 10  | Kamui Kobayashi   | Caterham-Renault     | 1:20.408 |          |          | 19   |
| 21                       | 4   | Max Chilton       | Marussia-Ferrari     | 1:20.489 |          |          | 21   |
| Tempo dos 107%: 1:23.065 |     |                   |                      |          |          |          |      |
| NQ                       | 9   | Marcus Ericsson   | Caterham-Renault     | No Time  |          |          | BX3  |
| Fonte:                   |     |                   |                      |          |          |          |      |

Notas
- ↑1  – Esteban Gutierrez da Sauber perdeu 3 posições no grid pelo incidente com Pastor Maldonado no  Grande Prêmio da Grã-Bretanha.

- ↑2  – Lewis Hamilton da Mercedes perdeu 5 posições no grid por troca da caixa de câmbio.

- ↑3  – Marcus Ericsson não obteve tempo de volta no Q1. Foi, ainda, penalizado posteriormente a largar dos boxes e, após largar, parar por 10 segundos até as primeiras três voltas, por infrações ao regulamento do parque fechado.[3]

### Corrida
| Pos.   | Nu. | Piloto            | Construtor           | Voltas | Tempo/Retirado | Grid | Pontos |
| ------ | --- | ----------------- | -------------------- | ------ | -------------- | ---- | ------ |
| 1      | 6   | Nico Rosberg      | Mercedes             | 67     | 1:33:42.914    | 1    | 25     |
| 2      | 77  | Valtteri Bottas   | Williams-Mercedes    | 67     | +20.789        | 2    | 18     |
| 3      | 44  | Lewis Hamilton    | Mercedes             | 67     | +22.530        | 20   | 15     |
| 4      | 1   | Sebastian Vettel  | Red Bull-Renault     | 67     | +44.014        | 6    | 12     |
| 5      | 14  | Fernando Alonso   | Ferrari              | 67     | +52.467        | 7    | 10     |
| 6      | 3   | Daniel Ricciardo  | Red Bull-Renault     | 67     | +52.549        | 5    | 8      |
| 7      | 27  | Nico Hülkenberg   | Force India-Mercedes | 67     | +1:04.178      | 9    | 6      |
| 8      | 22  | Jenson Button     | McLaren-Mercedes     | 67     | +1:24.711      | 11   | 4      |
| 9      | 20  | Kevin Magnussen   | McLaren-Mercedes     | 66     | +1 volta       | 4    | 2      |
| 10     | 11  | Sergio Pérez      | Force India-Mercedes | 66     | +1 volta       | 10   | 1      |
| 11     | 7   | Kimi Raikkonen    | Ferrari              | 66     | +1 volta       | 12   |        |
| 12     | 13  | Pastor Maldonado  | Lotus-Renault        | 66     | +1 volta       | 18   |        |
| 13     | 25  | Jean-Éric Vergne  | Toro Rosso-Renault   | 66     | +1 volta       | 13   |        |
| 14     | 21  | Esteban Gutiérrez | Sauber-Ferrari       | 66     | +1 volta       | 16   |        |
| 15     | 17  | Jules Bianchi     | Marussia-Ferrari     | 66     | +1 volta       | 17   |        |
| 16     | 10  | Kamui Kobayashi   | Caterham-Renault     | 65     | +2 voltas      | 19   |        |
| 17     | 4   | Max Chilton       | Marussia-Ferrari     | 65     | +2 voltas      | 21   |        |
| 18     | 9   | Marcus Ericsson   | Caterham-Renault     | 65     | +2 voltas      | 22   |        |
| Ret    | 99  | Adrian Sutil      | Sauber-Ferrari       | 47     | Rodou          | 15   |        |
| Ret    | 26  | Daniil Kvyat      | Toro Rosso-Renault   | 43     | Motor          | 8    |        |
| Ret    | 8   | Romain Grosjean   | Lotus-Renault        | 26     | Motor          | 14   |        |
| Ret    | 19  | Felipe Massa      | Williams-Mercedes    | 0      | Batida         | 3    |        |
| Fonte: |     |                   |                      |        |                |      |        |

## Volta de Liderança
- Nico Rosberg : 67 (1-67)

## Tabela do campeonato após a corrida
Observe que somente as doze primeiras posições estão incluídas na tabela.
| Pos | Piloto           | Pontos | Var     |
| --- | ---------------- | ------ | ------- |
| 1   | Nico Rosberg     | 190    | Estável |
| 2   | Lewis Hamilton   | 176    | Estável |
| 3   | Daniel Ricciardo | 106    | Estável |
| 4   | Fernando Alonso  | 97     | Estável |
| 5   | Valtteri Bottas  | 91     | Estável |
| 6   | Sebastian Vettel | 82     | Estável |
| 7   | Nico Hülkenberg  | 69     | Estável |
| 8   | Jenson Button    | 59     | Estável |
| 9   | Kevin Magnussen  | 37     | Estável |
| 10  | Felipe Massa     | 30     | Estável |
| 11  | Sergio Pérez     | 29     | Estável |
| 12  | Kimi Raikkonen   | 19     | Estável |

| Pos | Construtor           | Pontos | Var     |
| --- | -------------------- | ------ | ------- |
| 1   | Mercedes             | 366    | Estável |
| 2   | Red Bull             | 188    | Estável |
| 3   | Williams–Mercedes    | 121    | 1       |
| 4   | Ferrari              | 116    | 1       |
| 5   | Force India-Mercedes | 98     | Estável |